# Malachia Ormanian

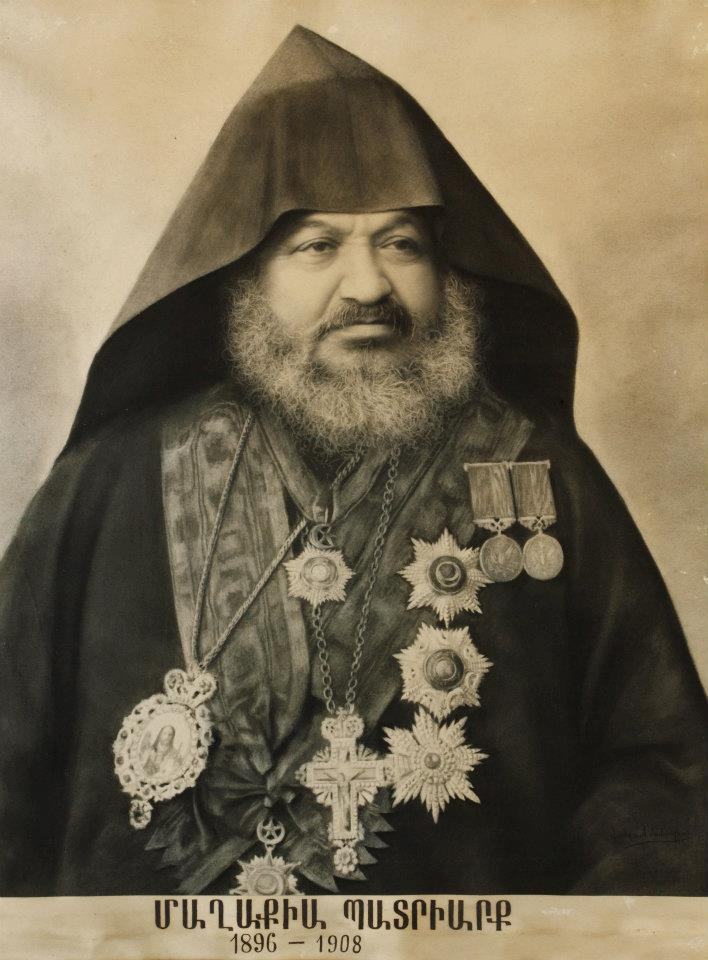
Malachia Ormanian (vor 1908)

Malachia Ormanian (auch Maghakia Ormanean, armenisch Մաղաքիա Օրմանեան Małak'ia Ōrmanean; * 11. Februar 1841 in Konstantinopel; † 19. November 1918 ebenda) war 1896–1908 Erzbischof und Patriarch von Konstantinopel der Armenischen Apostolischen Kirche.

## Leben
Boghos (Պօղոս, „Paulus“, Taufname) Ormanian entstammt einer armenisch-katholischen Familie, trat den armenischen Antonitern bei, studierte ab 1851 in Rom am Kolleg der Propaganda-Kongregation, wurde am 11. August 1863 Priester und war Konzilstheologe während des Ersten Vatikanischen Konzils. Am 28. Oktober 1879 trat er zur armenisch-apostolischen Kirche über. Ab 1880 war er Primas (Bistumsverweser) der Armenier in Erzurum (armenisch: Karin). Am 8. Juni 1886 wurde er in Vałaršapat (Etschmiadsin) zum Bischof geweiht und dort, obschon osmanischer Staatsbürger, als Professor tätig. 1888 bis 1896 leitete er das Armenische Theologische Seminar in Armasch bei İzmit. Nach dem erzwungenen Rücktritt von Patriarch Matheos III. Izmirlian wurde Ormanian am 6. November 1896 zum armenisch-apostolischen Patriarchen von Konstantinopel gewählt und verwaltete dieses Amt, nach manchen zu nachgiebig gegenüber dem Sultan und den Jungtürken, bis zum 10. Juli 1908. Er verlor seine Kathedra unter dem Druck der Armenischen Nationalversammlung, wurde gedemütigt und erlitt einen Schlaganfall. 1914 rehabilitiert, wirkte er über zwei Jahre in Jerusalem, wo es den Patriarchenstuhl zu besetzen galt, den er anscheinend für sich selbst erhoffte. An der 1916 staatlich verordneten Neuorganisation der armenischen Kultusgemeinde der Türkei durch Schaffung eines kurzlebigen „Katholikats von Jerusalem“ war er schwerlich beteiligt, da sie seiner bisherigen Machtstellung ein Ende brachte. Im November 1917 wurde er nach Damaskus deportiert, im Mai 1918 nach Konstantinopel verbracht, wo er wenige Monate später starb.
Ormanian war der prominenteste und einflussreichste armenische Geistliche seiner Zeit. Er hinterließ ein reiches literarisches, wissenschaftliches und bibliographisches Erbe. Insbesondere seine kirchenhistorischen Werke werden noch heute geschätzt.

## Schriften
- Le Vatican et les Arméniens. Confutation de l’opuscule Solution des difficultés soulevées contre la bulle Reversurus. Roma: Bortoli, 1873. (indiziert).
- L’église arménienne. Son histoire, sa doctrine, son régime, sa discipline, sa liturgie, sa litterature, son présent; Paris: Leroux 1910; aus dem Armenischen übersetzt von Bertrand Bareilles
- The Church of Armenia. Her history, doctrine, rule, discipline, liturgy, literature, and existing condition; London: Mowbray, 19552; New York: Vartan Press, 19883.
- Azgapatum (Ազգապատում, „Nationalgeschichte“), 3 Bände; Jerusalem: Tp. S. Jakobean, 1913–1927; 2. Auflage: Beirut 1959; Neuauflage Etschmiadsin 2001
- A Dictionary of the Armenian Church; New York: St. Vartan Press, 1984; Nachdruck 2006; ISBN 0-934728-12-7
- Dictionary of Rituals (arm.). Erwan: Hayastan Publ., 1992; ISBN 5-540-01482-0

| Personendaten    | Personendaten                                                           |
| ---------------- | ----------------------------------------------------------------------- |
| NAME             | Ormanian, Malachia                                                      |
| ALTERNATIVNAMEN  | Օրմանեան, Մաղաքիա (armenisch); Ōrmanean, Małak'ia                       |
| KURZBESCHREIBUNG | armenischer Geistlicher, Patriarch der Armenischen Apostolischen Kirche |
| GEBURTSDATUM     | 11. Februar 1841                                                        |
| GEBURTSORT       | Konstantinopel                                                          |
| STERBEDATUM      | 19. November 1918                                                       |
| STERBEORT        | Konstantinopel                                                          |